# Anaphothrips univittatus
Anaphothrips univittatus är en insektsart som beskrevs av Nakahara 1995. Anaphothrips univittatus ingår i släktet Anaphothrips och familjen smaltripsar. Inga underarter finns listade i Catalogue of Life.